# NGC 6862
NGC 6862 é uma galáxia espiral barrada (SBbc) localizada na direcção da constelação de Telescopium. Possui uma declinação de -56° 23' 30" e uma ascensão recta de 20 horas, 08 minutos e 54,5 segundos.
A galáxia NGC 6862 foi descoberta em 9 de Julho de 1834 por John Herschel.